# 詩人追放論
詩人追放論（しじんついほうろん、英: The Exile of the Poets）は、プラトンの理想国家論における思想の1つであり、国民・国家の健全な精神のあり方（ポリテイア）を維持するためには、哲学・知識を修めないまま質の悪い創作物を流布する詩人（劇作家）たちを規制・排除しなくてはならないという主張のこと。狭義には『国家』の第10巻前半の記述を指す。

## 概要
基本的な論旨としては、哲学を修めて善（アガトン）やその他の徳の真実在（イデア）の知識（エピステーメー）を把握している哲学者（哲人王・哲人統治者）たちが、そこへと向けて若者・国民の知性・理知を育み、教育・善導していくために用いる創作（ポイエーシス、詩）や物語（ミュートス）は是認されるが、詩人（叙事詩・悲劇・喜劇の作家）たちが、そうした哲学・知識を修めないまま、その臆見（ドクサ）に基づいて、また名声・金儲け・大衆受けを目的・動機付けとして、観客・大衆の「感情・快楽」を刺激するように、直情的・誇張的・過激に創作しただけの創作物・演劇に晒されていると、その観客（若者・国民）はその影響を受けて直情的・短絡的な性格へと誘導されていき、健全な精神のあり方（ポリテイア）を崩壊させ、（個人としても、集団・国家としても）破滅を招くことになるので、そうした詩人たちは国家から規制・排除されなくてはならない、というものである。
中期対話篇『国家』第10巻の記述が特に有名だが、その内容は後期対話篇『法律』第3巻第15章の「観客支配制（テアトロクラティア）」批判と、論旨としては共通している。
プラトンの思想においては、詩人は、政治家やソフィスト等と同じく、物事についての真正な知識を持ち合わせないまま、己の利益のために、大衆・国民をいい加減に扇動・誘導・支配しようとする存在であり、主たる批判対象の1つである。その批判意識は、初期の『ソクラテスの弁明』『エウテュプロン』『イオン』から、中期の『国家』、後期の『法律』に至るまで一貫している。

## 論点

### 「娯楽・媒体」批判
古代ギリシアにおいて、劇場などで作品を発表する詩人（作家）たちは、エンターテインメント（娯楽産業）の担い手であると同時に、マスメディアやソーシャルメディア（媒体産業）としての性格も有していた。
したがって、このプラトンの「詩人追放論」は、表現する側から見ると、表現の自由・言論の自由に対する表現規制・言論統制という側面を持っているが、社会・公序良俗・青少年を保全・保護する側の観点から見ると、今日で言うところの（漫画・ドラマ・映画・ゲームなどの）エンターテインメント（娯楽産業）におけるレイティング・表現/販売規制を巡る議論・問題から、マスメディア/ソーシャルメディア/インターネット上の報道・情報流通のあり方やフェイク・ニュース、報道被害、メディア・リテラシーなどに関する議論・問題にまたがる性格を有している。

### 「伝統・慣習」批判
また、当該箇所で批判される詩人には、劇場で作品を発表している作家たちだけではなく、ギリシア神話を形作ってきたホメロスやヘシオドスも含まれている。
プラトンは初期対話篇『エウテュプロン』（6A-B）において、彼らが形成してきた（憎悪的・闘争的な）伝統的な神観に疑問を提起し、『国家』第2巻（377A-378D）においては、そうした「伝統的な（憎悪的・闘争的な）神観」は、「国の守護者」に対する教育においては人格形成上「有害」だとして、教えることを禁止させている。
そして、その「国の守護者」に対する教育のくだりに言及する形で、この第10巻の「詩作・詩人批判」のくだりが開始されているので、このくだりで批判対象となっている「詩作」には、単なる演劇・娯楽的側面だけではなく、（哲学者たちの合理的な世界観や倫理観と対立するような）不合理・非倫理的な伝統・慣習を生み出す側面としての詩作の営みも、含意されていると言える。